# Campionati mondiali di badminton 1983
I campionati mondiali di badminton 1983 sono stati la terza edizione dei campionati mondiali di badminton.
La competizione si è svolta dal 2 all'8 maggio a Copenaghen, in Danimarca.

## Medagliere
| Posiz. | Nazione       | Oro | Argento | Bronzo | Totale |
| ------ | ------------- | --- | ------- | ------ | ------ |
| 1      | Cina          | 2   | 1       | 4      | 7      |
| 2      | Inghilterra   | 0.5 | 2       | 3      | 5.5    |
| 3      | Indonesia     | 1   | 1       | 1      | 3      |
| 4      | Danimarca     | 1   | 1       | 0      | 2      |
| 5      | Svezia        | 0.5 | 0       | 0      | 0.5    |
| 6      | India         | 0   | 0       | 1      | 1      |
| 6      | Corea del Sud | 0   | 0       | 1      | 1      |

## Podi
| Evento              | Oro                            | Argento                    | Bronzo                           |
| Singolare maschile  | Icuk Sugiarto                  | Liem Swie King             | Prakash Padukone                 |
| Singolare maschile  | Icuk Sugiarto                  | Liem Swie King             | Han Jian                         |
| Singolare femminile | Li Lingwei                     | Han Aiping                 | Helen Troke                      |
| Singolare femminile | Li Lingwei                     | Han Aiping                 | Zhang Ailing                     |
| Doppio maschile     | Steen Fladberg Jesper Helledie | Mike Tredgett Martin Dew   | Park Joo-bong Lee Eun-ku         |
| Doppio maschile     | Steen Fladberg Jesper Helledie | Mike Tredgett Martin Dew   | Christian Hadinata Bobby Ertanto |
| Doppio femminile    | Lin Ying Wu Dixi               | Nora Perry Jane Webster    | Wu Jianqiu Xu Rong               |
| Doppio femminile    | Lin Ying Wu Dixi               | Nora Perry Jane Webster    | Gillian Clark Gillian Gilks      |
| Doppio misto        | Thomas Kihlström Nora Perry    | Steen Fladberg Pia Nielsen | Mike Tredgett Karen Chapman      |
| Doppio misto        | Thomas Kihlström Nora Perry    | Steen Fladberg Pia Nielsen | Jiang Guoliang Lin Ying          |